# Котельное отделение
Котельное отделение (англ. boiler compartment, boiler-room) — специальное помещение на судне или корабле, в котором устанавливаются паровые котлы главной энергетической установки, а также оборудование и устройства, необходимые для собственной работы котлов. Также в нем может размещаться ряд вспомогательных механизмов корабля. Расположение котельных отделений на корабле может чередоваться с размещением машинных отделений (эшелонное расположение энергетической установки) или располагаться одно за другим (линейное расположение энергетической установки). Вариант расположения паровых котлов в одном отсеке с паровой машиной или турбиной называется машинно-котельным отделением.